# Marcin Kaczkan
Marcin Piotr Kaczkan (ur. 29 października 1974 w Nidzicy) – polski alpinista i himalaista. Z wykształcenia elektronik, pracuje na Wydziale Elektroniki i Technik Informacyjnych Politechniki Warszawskiej na stanowisku adiunkta. Członek Klubu Wysokogórskiego w Warszawie.

## Życiorys
W 2002 dokonał drugiego polskiego wejścia na Szczyt Zwycięstwa. Jako trzeci Polak otrzymał w 2008 roku tytuł Śnieżnej Pantery przyznawany za zdobycie pięciu siedmiotysięczników byłego ZSRR. 
W 2010 zdobył samotnie ośmiotysięcznik Nanga Parbat (8125 m). Uczestnik wyprawy na K2 zimą 2002/2003, gdzie wraz z Piotrem Morawskim i Denisem Urubką osiągnął wysokość 7650 m, ale podczas noclegu nabawił się choroby wysokościowej. Uczestniczył również w zimowej wyprawie na Broad Peak (2010) oraz letniej wyprawie na K2 (2012). W 2013 brał udział w letniej wyprawie na Gaszerbrum I, podczas której zginął Artur Hajzer. 31 lipca 2014 roku zdobył K2.

## Zdobyteośmiotysięczniki
- 2010 – Nanga Parbat
- 2014 – K2